# کفر بلوم
کفر بلوم (به لاتین: Kfar Blum) یک منطقهٔ مسکونی در اسرائیل است که در شورای منطقه‌ای بالایی جلیل واقع شده‌است.